# Еміль Доссе де Сен-Жорж
Еміль Доссе де Сен-Жорж (фр. Émile Dossin de Saint-Georges; нар. 18 липня 1854, Льєж — пом. 18 січня 1936, Іксель) — бельгійський воєначальник, генерал-лейтенант бельгійської армії, учасник Першої світової війни.

## Біографія
Еміль Доссе барон де Сен-Жорж народився 18 липня 1854 року у місті Льєж. До початку Першої світової війни проходив службу на різних командних та штабних посадах, а також був викладачем Королівської військової академії. Напередодні війни був радником у міністерстві оборони Бельгії.
1914 році очолив 2-гу піхотну дивізію бельгійської армії, яка проявила себе в ар'єргардних боях під Антверпеном, під час боїв на Ізері. З 1915 до 1919 служив у Гаврі військовим представником бельгійського уряду Ш. де Броквіля в екзилі.